# Golif

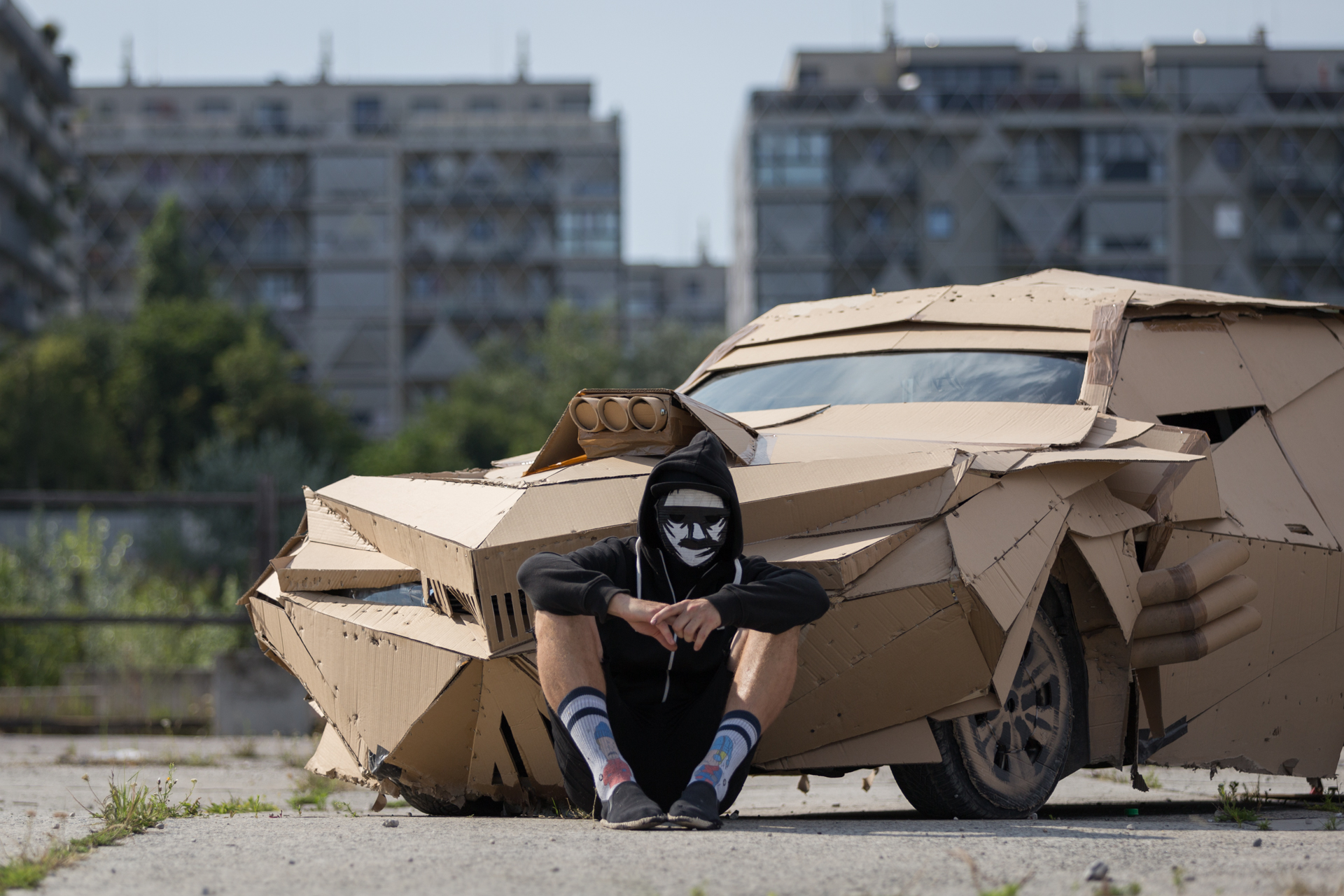
Golif bei der Realisierung von Der Beobachter, 2015

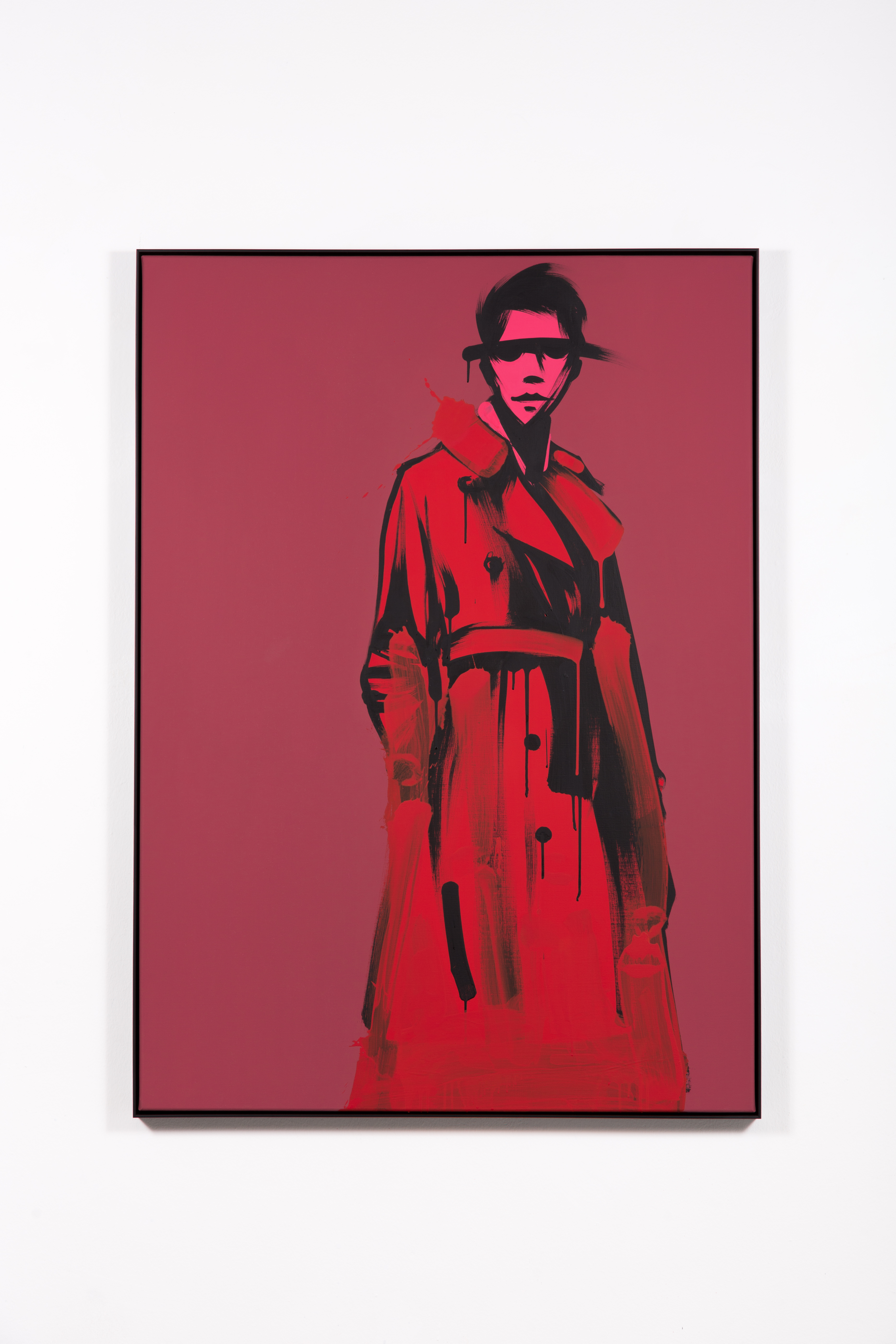
Character, Acryl auf Leinwand, um 2020

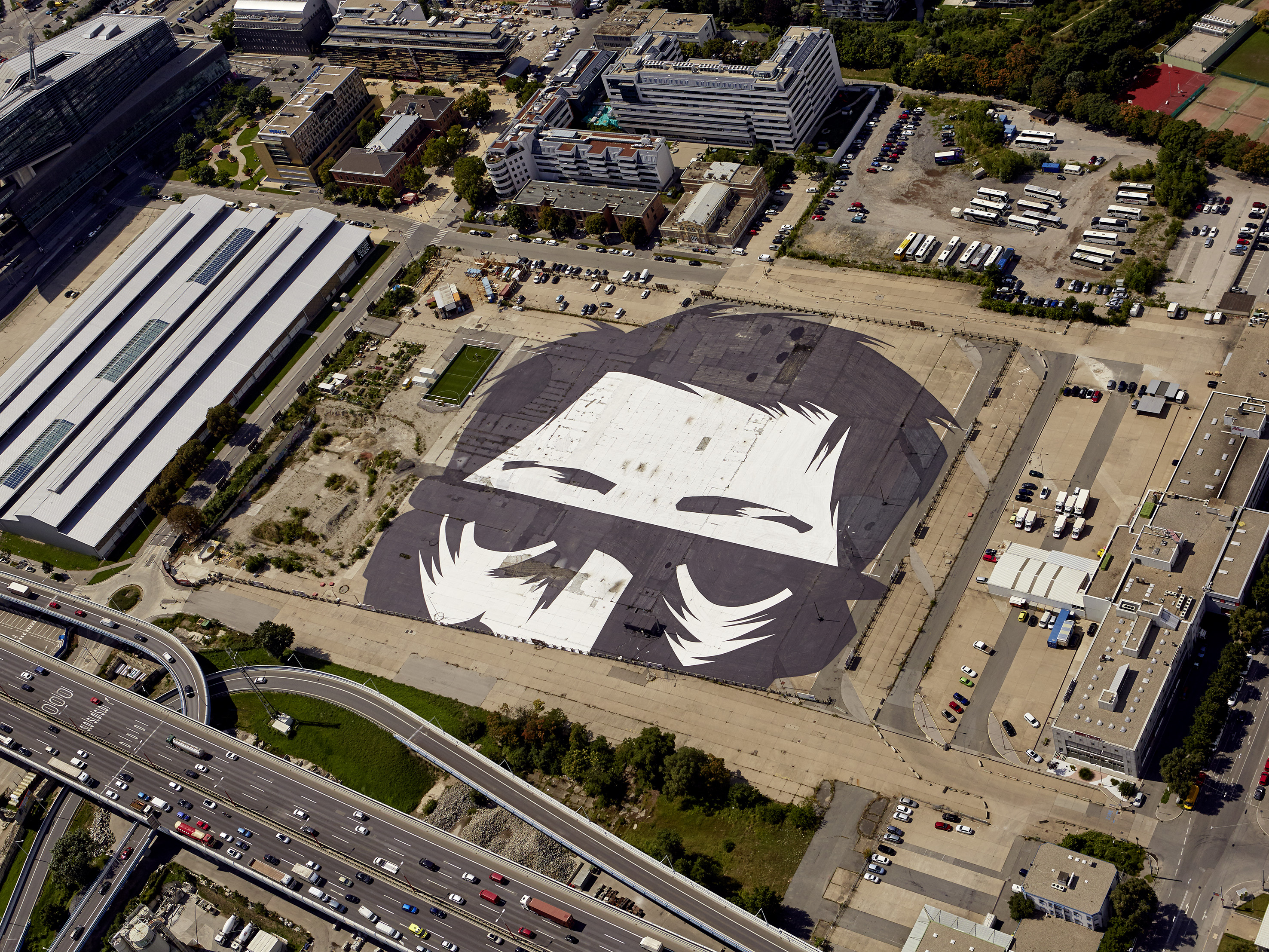
Der Beobachter vom Hubschrauber aus gesehen, 2016

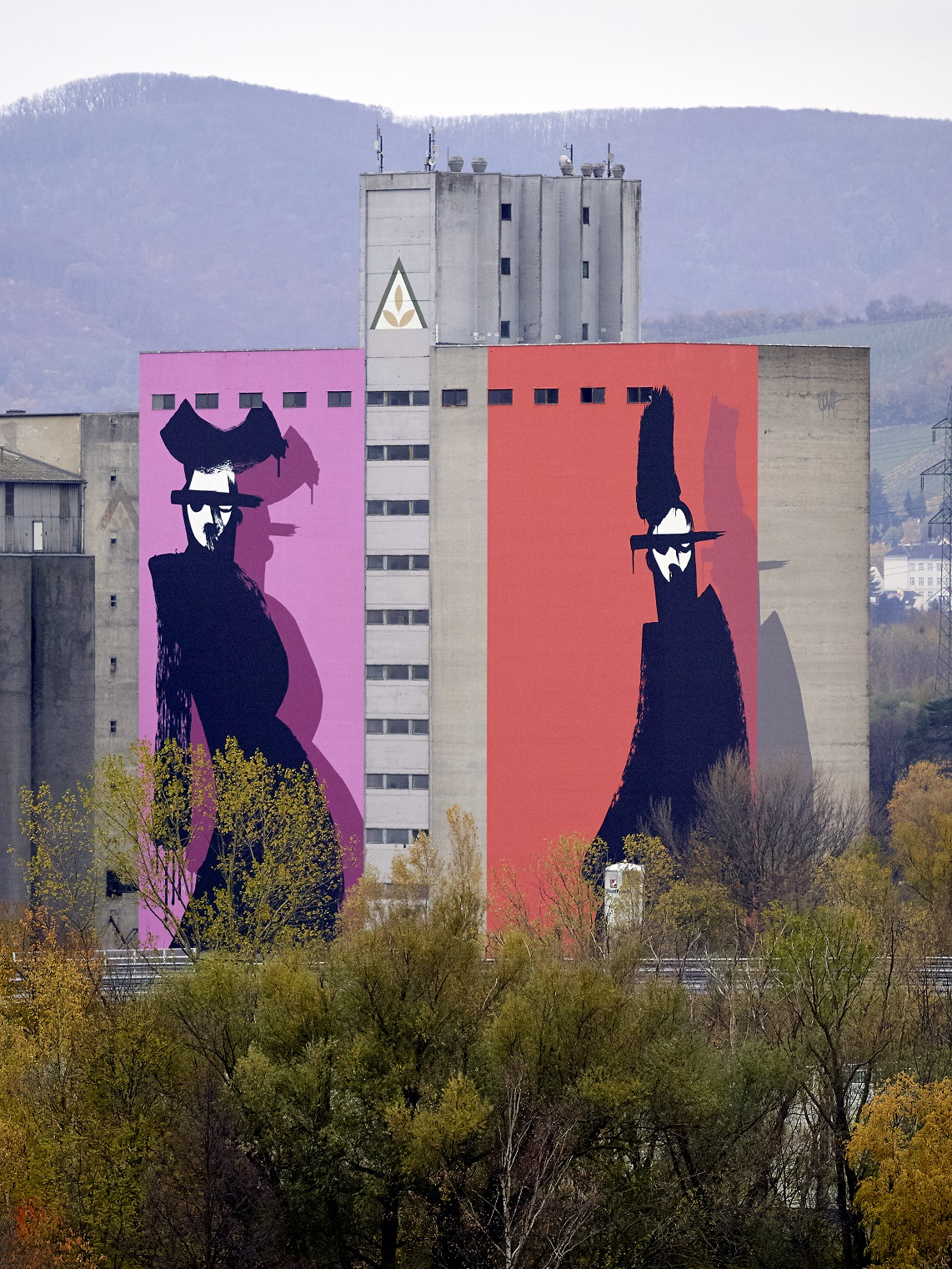
Agrarspeicher in Korneuburg, 2017

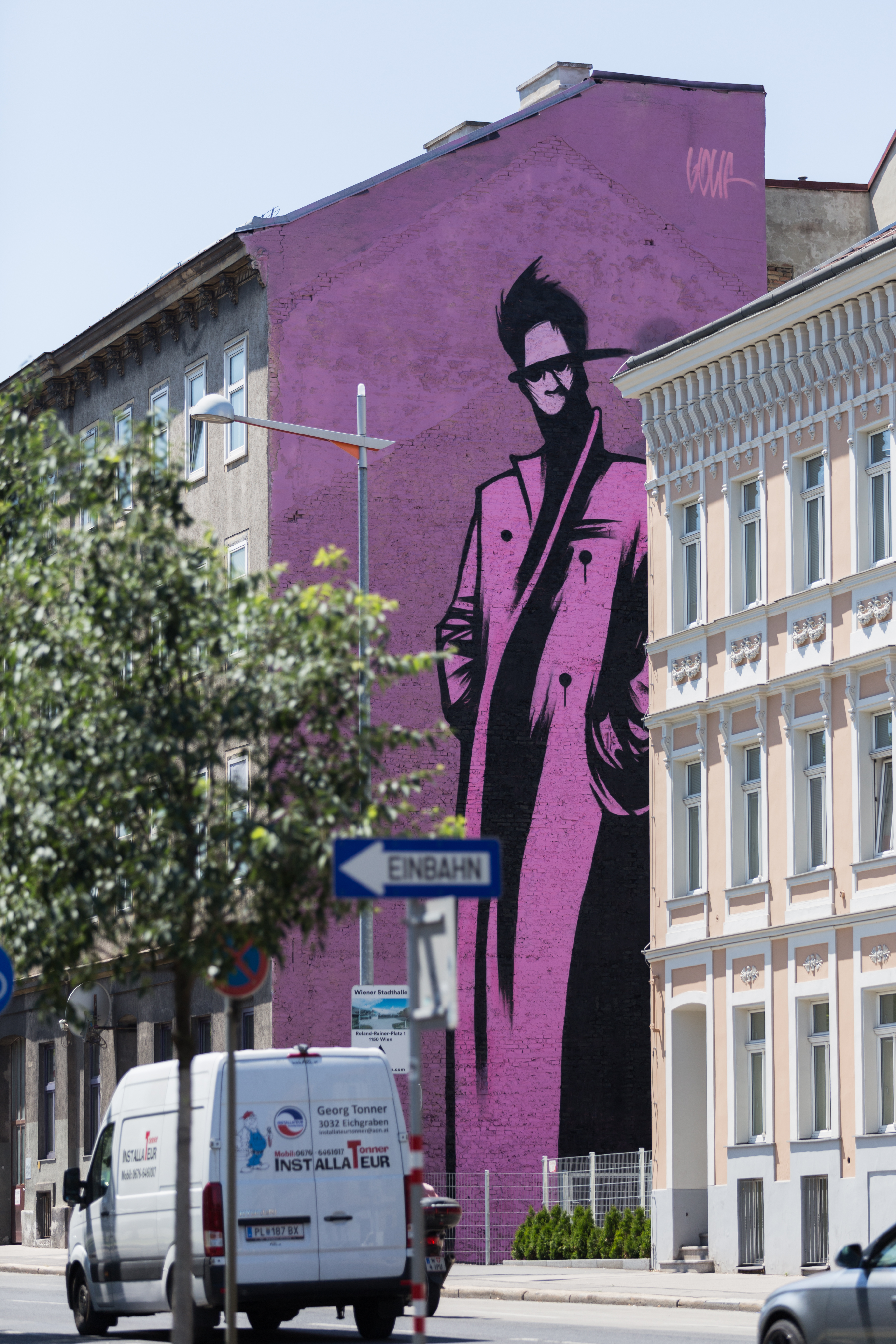
Hauswand am Gürtel, Wien 17. Bezirk, 2019

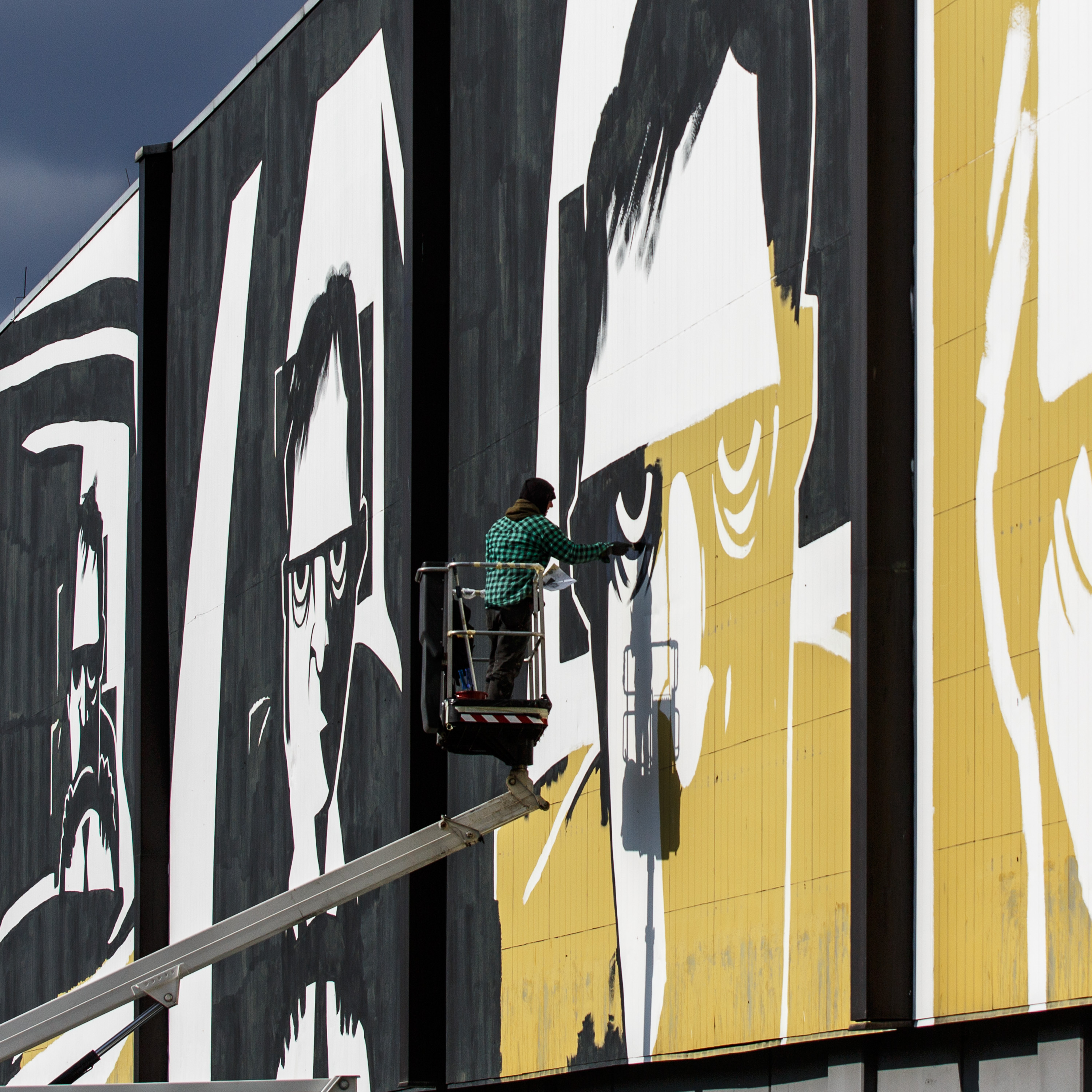
Bei der Arbeit in der Anschützgasse, Wien 15. Bezirk, 2015

Golif ist ein österreichischer Künstler. Er ist Absolvent der Universität für Angewandte Kunst in Wien. Er gehört zu den österreichischen Vertretern der Streetart/Urban Art.

## Auffassung und Arbeitsweise
Charakteristisch für Golifs einprägsamen Stil ist seine ausdrucksstarke, dynamische Strichführung. Dadurch erinnern viele seiner Arbeiten an ostasiatische Kalligraphie oder auch an düstere Grafik-Novels. Dargestellt werden fast ausschließlich charakteristische Gestalten und Gesichter mit stoischer Miene. Sie sind Sinnbild für das Unbekannte und Anonyme, das dem Künstler in den Menschen der Großstadt begegnet.
Zur Streetart-Szene hat Golif ein ambivalentes Verhältnis. Sein Œuvre lässt sich unter der Definition eines klassischen Künstlers, der in seinem Werk Grafik, Malerei und Skulptur verbindet, besser verorten. Dennoch arbeitet er teilweise in jenem Raum, der traditionell der Streetart zugesprochen wird.
Weitere Schnittstellen mit Streetart-Künstlern finden sich in seinem besonderen Bezug zum öffentlichen, urbanen Raum und seinen Spannungsfeldern.
Technisch ist sein Schaffen äußerst vielfältig. Es reicht von Kartonobjekten und Grafiken, über humorvolle Übermalungen unterschiedlicher, teilweise exotischer Druckerzeugnisse bis zu großformatigen Arbeiten auf klassischer Leinwand. Schwarze Tusche, die seinen prägnanten Strich ermöglicht, ist vorherrschend. Viele Gemälde haben aber auch einen großflächigen, in kräftigen Tönen gehaltenen Farbauftrag.
Die überdimensionalen Arbeiten im öffentlichen Raum entstehen sowohl mit Pinsel und Rolle, als auch mit dem Airless-Gerät.

## Werke im öffentlichen Raum
„Der Beobachter“, realisiert 2016, ist Golifs aufwändigstes Werk. Es handelt sich um eine Bodenarbeit mit einer Fläche von etwa sechs Fußballfeldern. Ist man vor Ort, erkennt man lediglich schwarze und weiße Felder. Fünf Tonnen Farbe hat der Künstler dabei verarbeitet. Durch die enorme Größe lässt sich das Riesengemälde am besten vom Weltall aus erfassen.
Eine großflächige Weiterentwicklung seiner charakteristischen Figuren findet sich in seinen 2.500 m² großen Wandgemälden am Agrarspeicher in Korneuburg, Niederösterreich. 2017 fertigte Golif an zwei Seiten eines landschaftsprägenden Betonturmes aus den 1970er-Jahren innerhalb von vier Wochen zwei Figuren, die im Gegensatz zum „Beobachter“ von ihrer monumentalen Standhaftigkeit und Farbgebung leben. Das Werk kann von der Donauufer Autobahn (A 22) aus betrachtet werden.
Zwei weitere Interventionen im öffentlichen Raum finden sich am Wiener Gürtel. Im 15. und 17. Bezirk schuf der Künstler im Jahr 2019 zwei jeweils 15 × 25 Meter große Wandgemälde an leeren Hauswänden. Die Werke sind durch ihre prominente Platzierung für alle Teilnehmer des Straßen- und Stadtlebens wahrnehmbar.

## Weitere Projekte im öffentlichen Raum (Auswahl)
- Anschützgasse, Wien, 2015
- Rochusmarkt, Wien, 2018[12]
- Sonnenallee-Hermannplatz, Berlin, 2018
- Naschmarkt, Wien, 2018[13]
- Hörtnagelstraße, Tirol, 2019
- Aspern, Wien, 2020[14][15]
- Ottilie-Bondy-Promenade, Wien, 2020[16]
- Illustrationen für die November-Ausgabe von santementale.fr, 2020[17]
- Breitenfurther Straße, Wien, 2021. Das Objekt erhielt den Architekturpreis „gebaut 2021“[18]
- Grinzinger Alle, Wien, 2021. Zusätzlich zur Gebäudefassade des „Almdudler“-Firmensitzes gestalteter der Künstler auch eine „Golif Edition“ der ikonischen Limonade-Flasche.[19]
- „Der Riese von Santre“ Hotelprojekt, Brixen, 2022
- Velden, Österreich, 2023

## Ausstellungen
- 2014: Solo Exhibition, KMG Art Gallery/Wien[20]
- 2015: Solo Exhibition, Tojner Collection/Wien
- 2015: Skulpturengarten Summerstage with Hans Kupelwieser/Wien[21]
- 2015: Young Art Auction by Sothebys in the Albertina/Wien
- 2016: Goldenes Quartier/Wien[22]
- 2016: Golif Observed, Solo Exhibition, KMG Art Gallery/Wien[20][23][24]
- 2017: Group Exhibition, E/AB Fair, The Tunnel/New York
- 2017: Creau Advent. Tag der Abschaffung der Sklaverei/Wien[25]
- 2018: Solo Exhibition, Galerie LeContainer/Nizza
- 2018: Street Dreams, Group Exhibition, Le Docks Village/Marseille
- 2018: Group Exhibition, Galerie LeContainer/St. Tropez[26]
- 2018: GOLIF, Loos Haus/Wien[27]
- 2018: Luxembourg Art Fair/Luxemburg
- 2018: St. Art/Strasbourg
- 2018: YIA Art Fair/Paris
- 2019: Antibes Art Fair/Antibes
- 2019: GOLIF, KMG Art Gallery/Wien[20]
- 2019: Take Over, Group Exhibition Wien Museum/Wien[2]
- 2019: Golif Solo Show, Galerie LeContainer/Nizza
- 2019: St. Art/Strasbourg
- 2020: Installation beim Thiem's Seven Tennisturnier/Kitzbühel
- 2021: Die GOLIF Soloausstellung, Take a Butcher’s Gallery/Düsseldorf[28]
- 2021: In Situ, Galerie LeContainer/Aix-en-Provence
- 2022: Finding Forte Gruppenausstellung, designforum/Wien
- 2023: Millstart, festival for contemporary art, Millstatt, Österreich[29]
- 2023: GOLIF x Hamburg – Solo Show, URBANSHIT GALLERY, Hamburg[30]
- 2023: GOLIF – Favorit Place, ehemalige Burghardt KFZ Werkstatt, Wien